# Douglassville (Teksas)
Douglassville je gradić u američkoj saveznoj državi Teksas. Prema popisu stanovništva iz 2010. u njemu je živjelo 229 stanovnika.